# Pinilla de Molina
Pinilla de Molina ist ein Ort und eine Gemeinde (municipio) mit 11 Einwohnern (Stand: 2024) im Osten der Provinz Guadalajara in der Autonomen Gemeinschaft Kastilien-La Mancha in Zentralspanien.

## Lage und Klima
Pinilla de Molina liegt im Iberischen Gebirge in einer Höhe von 1210 m. Die Entfernung zur westlich gelegenen Provinzhauptstadt Guadalajara beträgt ca. 95 Kilometer (Fahrtstrecke). Das Klima ist warm und gemäßigt; Niederschlag (581 mm/Jahr) fällt vor allem im Winter.

## Bevölkerungsentwicklung
| Jahr      | 1960 | 1970 | 1981 | 1991 | 2001 | 2011 | 2021 |
| Einwohner | 191  | 77   | 32   | 25   | 29   | 22   | 11   |

## Sehenswürdigkeiten
- Marienkirche